# Prionyx senegalensis
Prionyx senegalensis là một loài côn trùng cánh màng trong họ Sphecidae, thuộc chi Prionyx. Loài này được Arnold miêu tả khoa học đầu tiên năm 1951.